# Jeva Vybornova
Jeva Vybornova (in ucraino Єва Виборнова?; 13 novembre 1974) è una schermitrice ucraina, vincitrice di una medaglia di bronzo ai campionati mondiali di scherma.

## Palmarès
In carriera ha conseguito i seguenti risultati:
- Mondiali di scherma

La Chaux de Fonds 1998: bronzo nella spada a squadre.
- Europei di scherma

Keszthely 1995: argento nella spada individuale.
Mosca 2002: bronzo nella spada a squadre.
Coblenza 2001: bronzo nella spada a squadre.
Zalaegerszeg 2005: bronzo nella spada a squadre.